# Skavlrimen
Skavlrimen är en bergstopp i Antarktis. Den ligger i Östantarktis. Norge gör anspråk på området. Toppen på Skavlrimen är 2 430 meter över havet, eller 129 meter över den omgivande terrängen. Bredden vid basen är 2,6 km.
Terrängen runt Skavlrimen är kuperad västerut, men österut är den platt. Trakten är obefolkad. Det finns inga samhällen i närheten. 